# Diana Verhoef
Diana Verhoef is een Nederlands softbalcoach en voormalig softbalster.

## Carrière
Verhoef speelde als buitenvelder van 1983 t/m 1990 in de softball hoofdklasse voor Terrasvogels. Met dit team won zij in die periode 4 landstitels en 5 x de Europacup. Van 1991 t/m 1994 speelde zij voor Twins Oosterhout in 1994 won dit team het landskampioenschap en de Europacup2.
Verhoef speelde van 1983 t/m 1985 in Jong Oranje en nam deel aan het WK U19 in North Dakota USA. Van 1987 t/m 1990 speelde zij in het Nederlands team en werd met dit team tweemaal Europees kampioen. Na haar carrière als speelsters werd zij coach van o.a. diverse jeugdteams en hoofdklasser Twins. Ook coachte zij Jong Oranje U19 tijdens het WK 2013 in Canada.
In het dagelijks leven is Verhoef eigenaar van Route5 en begeleidt zij als trainer/coach verandertrajecten in het bedrijfsleven.